# Campeonato Mundial de Esgrima de 1956
O Campeonato Mundial de Esgrima de 1956 foi a 26ª edição do torneio organizado pela Federação Internacional de Esgrima (FIE). O evento foi realizado em Londres, Reino Unido, reunindo apenas eventos não olímpicos. 

## Resultados
Os resultados foram os seguintes. 
Feminino
| Evento             | Ouro | Prata                                                                                                  | Bronze                                                                                                |
| Florete por equipe | União Soviética · Vivetta Yagodina · Emma Yefimova · Tamara Yevplova · Valentina Rastvorova · Nadezhda Shitikova · Alexandra Zabelina | França · Catherine Delbarre · Renée Garilhe · Lylian Guyonneau · Françoise Mailliard · Régine Veronnet | Hungria · Lídia Dömölky · Ilona Elek · Margit Elek · Katalin Kiss · Magdolna Kovács · Györgyi Székely |

## Quadro de medalhas
| Ordem | País            | Medalha de ouro | Medalha de prata | Medalha de bronze |   |
| ----- | --------------- | --------------- | ---------------- | ----------------- | - |
| 1     | União Soviética | 1               |                  |                   | 1 |
| 2     | França          |                 | 1                |                   | 1 |
| 3     | Hungria         |                 |                  | 1                 | 1 |
| TOTAL | TOTAL           | 1               | 1                | 1                 | 3 |